# Maria Kuznetsova

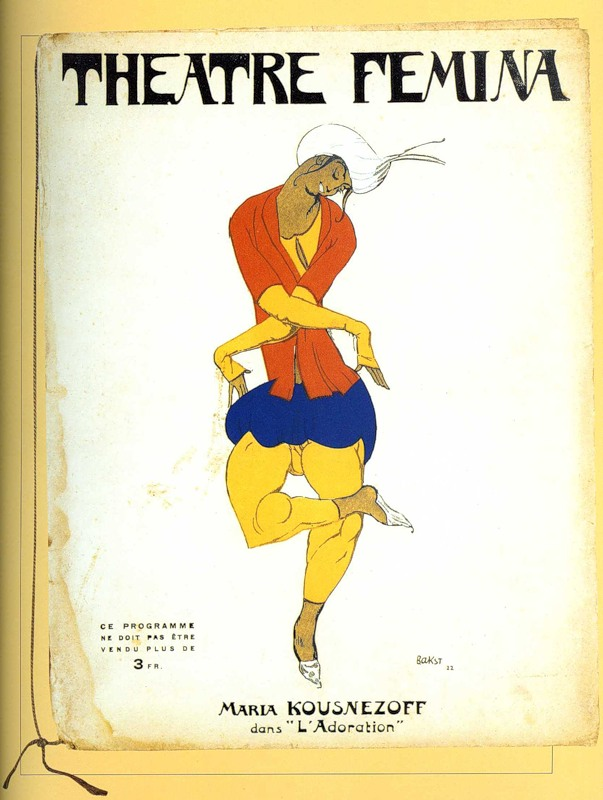
Maria Kuznetsova in L'Adoration von Bakst (1922)

Maria Nikolajewna Kuznetsova-Benois, russisch Мария Николаевна Кузнецова-Бенуа (* 10. Julijul. / 22. Juli 1886greg. in Odessa, Russisches Reich; † 25. April 1966 in Paris), war eine russische Balletttänzerin und Opernsängerin (Sopran).
Kuznetsova wirkte zunächst als Primaballerina am kaiserlichen Marijnskij-Theater in St. Petersburg und dann als Opernsängerin gleichen Ranges auch in Paris und anderen Musikstädten. Sie sang u. a. die Madame Butterfly, Tosca, Thaïs, Julia, Tatiana in „Eugen Onegin“, die Mimi in „La Bohème“ und die Aida, darüber hinaus auch Rollen wie Die schöne Helena.